# Myristica quercicarpa
Myristica quercicarpa là một loài thực vật có hoa trong họ Myristicaceae. Loài này được (J. Sinclair) W.J. de Wilde mô tả khoa học đầu tiên năm 1995.